# Mihail Macrea
Mihail Macrea (* 1908 in Săcel; † 1967) war ein rumänischer Historiker, Provinzialrömischer Archäologe und Hochschullehrer.
Mihail Macrea war wissenschaftlicher Mitarbeiter der zur Rumänischen Akademie gehörenden Rumänischen Schule in Rom und Mitglied des Historischen Instituts in Cluj. Er promovierte mit einer Arbeit über eine bis dahin unpublizierte Renaissancezeichnung der Trajanssäule. Anschließend durchlief Macrea eine akademische Karriere an der Babeș-Bolyai-Universität in Cluj-Napoca, wo er sich schwerpunktmäßig dem römischen Dakien widmete. Unter anderem führte er an wichtigen römischen Kastellen archäologische Feldforschungen durch:
- Resculum im Jahr 1936[4]
- Cumidava von 1939 bis 1943[5]
- Kastell Brețcu im Jahr 1950[6]
- Kastell Orheiu Bistriței im Jahr 1957[7]
- Kastell Buciumi in den Jahren 1963 bis 1967[8]

## Schriften (Auswahl)
- Castrul roman de la Bologa. In: Anuarul Comisiunii Manumentelor Istorice. Secţia pentru Transilvania, 4 (1932–1938), S. 195–233
- Cumidava. A.I.S.C., 4 (1941–1943), S. 234–261.
- Cultele germanice în Dacia. Tip. Cartea Românească, Cluj 1947.
- Curs de istorie antică. Imperiul roman. Epoca Principatului. Cluj 1948.
- Bibliografia Daciei Romane (1936–1948). Tip. Cartea Românească, Cluj 1949.
- (et al.): Despre rezultatele cercetărilor întreprinse de şantierul arheologic Sf. Gheorghe Brețcu. In: SCIV 2/1 (1951), S. 285–311.
- Inscripţiile inedite de la Porolissum în Muzeul Raional Zalău. Activitatea muzeelor, vol. 2, Cluj  1956, S. 101–117.
- Apărarea graniţei de vest şi nord-est a Daciei pe timpul împăratului Caracalla. Studii Cerc. Ist. Veche, 8, Nr. 1–4 (1957), S. 215–251.
- Burebista şi celţii de la Dunărea de mijloc. Studii Cerc. Ist. Veche, 7, Nr. 1–2 (1956), S. 119–136.
- Şantierul arheologic Caşolţ-Arpaşul de Sus. M.C.A., 4 (1957), S. 119–154.
- Slaviansy moghilnik v Someşeni (r. Cluj). Dacia, 2 (1958), S. 351–370.
- (mit Dumitru Protase): Şantierul Alba Iulia şi împrejurimi. Materiale şi Cercetări Arheologice 5 (1959), S. 435–452.
- (mit M. Rusu): Der dakische Friedhof von Porolissum und das Problem der dakischen Bestattungsbräuche in der Spätlatènezeit. Dacia, 4 (1960), S. 201–229.
- (mit I. H. Crişan): Două decenii de cercetări arheologice şi studii de istorie veche la Cluj (1944–1964). Acta Musei Napocensis, 1 (1964), S. 307–365.
- Exercitus Daciae Porolissensis et quelques considerations sur l’organisation de la Dacie Romaine. Dacia, 8 (1964), S. 145–160.
- (mit C. Daicoviciu): Cetăţi dacice din sudul Transilvaniei. Ed. Meridiane, Bucureşti 1966.
- Organizarea provinciei Dacia. Acta Mus. Napocensis, 3 (1966), S. 121–151.
- (mit D. Protase und Șt. Dănilă): Castrul roman de la Orheiul Bistriţei. Studii şi Cercetări de Istorie Veche 18.1 (1967), S. 113–121.
- L’organisation de la province de Dacie. Dacia 11 (1967), S. 121–141.
- Dacii liberi în epoca romană. Apulum 7 (1968), S. 171–200.
- (mit Ioan I. Russu): Tabula Imperii Romani. Aquincum. Sarmizegetusa. Sirmium. Verlag der Ungarischen Akademie der Wissenschaften, Budapest 1968.
- Viaţa în Dacia romană. Ed. Ştiinţifică, Bucureşti 1969.
- (mit Eugen Chirilă und Nicolae Gudea): Castrul roman de la Buciumi (jud. Sălaj). Săpăturile din 1963–1968. / Das Römerlager von Buciumi (Bez. Sălaj). Die Ausgrabungen von 1963–1968. In: Acta Musei Napocensis, 6 (1969), S. 149–157.
- (mit I. Glodariu): Aşezarea dacică de la Arpaşul de Sus. Ed. Acad., Bucureşti 1976.
- De la Burebista la Dacia Postromana. Dacia 1978.
- (mit Nicolae Gudea und Iancu Motu): Praetorium. Castrul şi aşezarea romană de la Mehadia. (= Biblioteca de arheologie, 51), Ed. Academiei Republicii socialiste România, Bucureşti 1993.[9]